# Логунов, Александр Андреевич
Александр Андреевич Логунов (род. 5 декабря 1989, Пермь) — российский математик, специалист по комплексному и гармоническому анализу, внёс заметный вклад в развитие нодальной геометрии.
В 2015 году защитил кандидатскую диссертацию на тему «О граничных свойствах гармонических функций» в Санкт-Петербургском государственном университете под руководством Виктора Петровича Хавина. Работал в Исследовательской лаборатории имени Чебышёва Санкт-Петербургского государственного университета и в Тель-Авивском университете. В 2017—2018 годах работал в Институте перспективных исследований; с 2018 года — доцент (assistant professor) Принстонского университета.
Совместно с Евгенией Малинниковой в 2017 году награждён Премией Математического института Клэя за применение новых методов комбинаторной геометрии для изучения свойств собственных функций для эллиптических операторов Лауреат премии института Клэя. Помимо этого, улучшил оценку сверху для меры Хаусдорфа множества нулей собственных функций лапласиана на компактных гладких многообразиях и установил оценку снизу, доказав гипотезу Яу Шинтуна и Николая Надирашвили.
Награды:
- Исследовательская премия Математического института Клэя (2017)
- Премия Санкт-Петербургского математического общества «Молодому математику» (2017)[7]
- Премия Салема (2018)
- Премия Европейского Математического Общества[8][9] (2020)
- Премия за прорыв в математике (2021, номинация «Новые горизонты математики»)[10]